# Boland Parchīn
Boland Parchīn (persiska: بلند پرچين) är en ort i Iran.   Den ligger i provinsen Zanjan, i den nordvästra delen av landet, 400 km väster om huvudstaden Teheran. Boland Parchīn ligger 1 990 meter över havet och antalet invånare är 170.
Terrängen runt Boland Parchīn är lite bergig.Runt Boland Parchīn är det ganska glesbefolkat, med 47 invånare per kvadratkilometer. Närmaste större samhälle är Māhneshān, 9,6 km norr om Boland Parchīn. Trakten runt Boland Parchīn består i huvudsak av gräsmarker.